# 美国国家生物技术信息中心
国家生物技术信息中心（英語：National Center for Biotechnology Information，简称：NCBI）是美国国家医学图书馆（NLM）的一部分（该图书馆是美国国家卫生研究所的一部分）。NCBI位于美國马里兰州的贝塞斯达，建立于1988年。
NCBI设置有与生物技术和生物医学相关的一系列数据库，是生物信息学工具和服务的重要资源。 主要数据库包括DNA序列GenBank，和生物医学文献书目数据库PubMed。 其他数据库包括NCBI表观基因组数据库。 所有这些数据库都可以通过Entrez搜索引擎在线获取。
许多受尊敬的研究者在NCBI工作，如比较基因组学领域的一位多产的科学家尤金·库宁和BLAST序列数据库搜索算法的作者Stephen Altschul。
NCBI在研究数据库r3data.org的注册表中列出。

## GenBank
NCBI自1992年开始负责维护DNA序列数据库GenBank。GenBank数据库每日都会实时更新并和另外两家数据库（欧洲的EMBL与日本的DDBJ）交换数据，以确保三家数据库的序列数据的一致性。自1992开始，NCBI陆续将其它数据库与GenBank整合起来，包括Gene、在线人类孟德尔遗传数据库、 分子模型数据库（一个蛋白质三维结构数据库）、dbSNP（一个单核苷酸多态性数据库）、Reference Sequence Collection（一个人類基因組图谱）以及分类学浏览方式和美国国家癌症研究所提供的癌症基因组剖析计划数据。NCBI也对每一个物种都设立了一个分类编号(taxonomy ID number)。 
NCBI提供的一些在线软件可供FTP或WWW浏览，比如BLAST序列相似性比对程序，可在15秒内完成与GenBank数据库的序列比较。

## NCBI書架
NCBI书架是一个集合了可以自由獲取、下载的線上精選生物医学书籍資料庫。截至2011年4月，书架有845本書籍，涵盖广泛的主题包括分子生物学、生物化学、细胞生物学、遗传学，和微生物学。從分子和细胞从角度分析的疾病状态、研究方法，和病毒学。一些书是以前出版的图书的在线版本，而其他如Coffee Break（书）是由NCBI的工作人员编写和编辑。书架是同行評審的Entrez、PubMed庫的期刊摘要的補充，因為它能提供前沿领域的已確立的觀點，并整理许多不同的零散的研究报告。

## 基本本地比對搜索工具（BLAST）
BLAST是用於計算生物序列之間的序列相似性的算法，例如DNA的核苷酸序列和蛋白質的氨基酸序列。BLAST是查找與同一生物體內或不同生物體中的查詢序列相似的序列的有力工具。 它搜索NCBI數據庫和服務器上的查詢序列，並將結果以選定的格式發布回該人員的瀏覽器。BLAST的輸入序列大部分採用FASTA或Genbank格式，而輸出可以以各種格式（如HTML，XML格式和純文本）傳送。 HTML是NCBI網頁的默認輸出格式。 NCBI-BLAST的結果以圖形格式顯示，找到所有命中結果，具有具有得分相關數據的命中結果的序列標識符的表格，以及感興趣序列的比對以及用於這些的類似BLAST得分的命中結果。

## Entrez
Entrez全球查詢跨數據庫搜索系統在NCBI中用於所有主要數據庫，如核苷酸和蛋白質序列，蛋白質結構，PubMed，分類學，完整基因組，OMIM等。Entrez是既具有生物醫學研究來源的數據的索引和檢索系統。NCBI於1991年分發了第一版Entrez，由蛋白質資料庫（PDB）和GenBank的核苷酸序列，SWISS-PROT，翻譯的GenBank，PIR，PRF和PDB的蛋白質序列組成，PubMed的相關摘要和引文。Entrez專門設計用於將來自不同來源，數據庫和格式的數據集成到統一的信息模型和檢索系統中，可以有效地檢索相關的參考文獻，序列和結構。